# Championnats du monde de cyclisme sur route 1974
Navigation
Montjuich 1973 Mettet et Yvoir 1975
Les championnats du monde de cyclisme sur route 1974 ont eu lieu le 25 août 1974 à Montréal au Canada. 
Il s'agit de la première édition de l'épreuve organisée en dehors du continent européen. 
La course des professionnels est disputée sur une distance de 262,5 km ; sur les 170 partants, seuls dix-huit coureurs ont franchi la ligne d'arrivée, dont trois Français, Raymond Poulidor (deuxième), Mariano Martinez (troisième) et Bernard Thévenet (cinquième). 

## Résultats
| Épreuves :                                       | Or                                                                      | Or              | Argent                                                                                     | Argent | Bronze                                                                                    | Bronze |
| Épreuves masculines                              |                                                                         |                 |                                                                                            |        |                                                                                           |        |
| Hommes - course en ligne                         | Eddy Merckx Belgique                                                    | 6 h 52 min 22 s | Raymond Poulidor France                                                                    | + 2 s  | Mariano Martinez France                                                                   | + 37 s |
| Hommes - amateurs - course en ligne              | Janusz Kowalski Pologne                                                 | -               | Ryszard Szurkowski Pologne                                                                 | -      | Michel Kuhn Suisse                                                                        | -      |
| Hommes - amateurs - contre-la-montre par équipes | Suède Lennart Fagerlund Bernt Johansson Tord Filipsson Sven-Ake Nilsson | -               | Union soviétique Guennadi Komnatov Rinat Charafuline Vladimir Kaminski Valeri Tchaplyguine | -      | Allemagne de l'Est Hans-Joachim Hartnick Karl Dietrich Diers Horst Tischoff Gerhard Lauke | -      |
| Épreuve féminine                                 |                                                                         |                 |                                                                                            |        |                                                                                           |        |
| Femmes - course en ligne                         | Geneviève Gambillon France                                              | -               | Bajba Tsaune Union soviétique                                                              | -      | Keetie van Oosten-Hage Pays-Bas                                                           | -      |

## Tableau des médailles

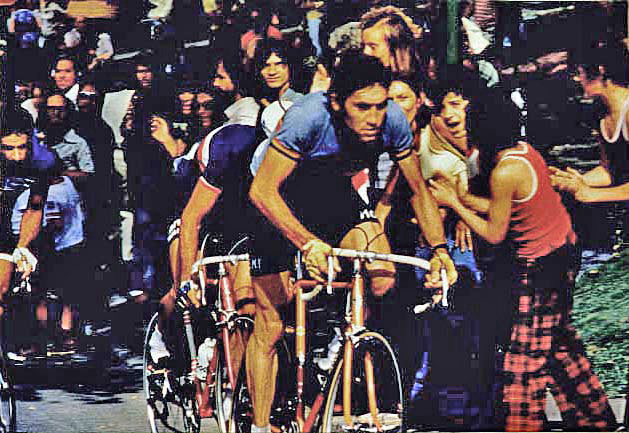
Eddy Merckx remporte la course masculine.

| Rang  | Nation             | Or | Argent | Bronze | Total |
| ----- | ------------------ | -- | ------ | ------ | ----- |
| 1     | France             | 1  | 1      | 1      | 3     |
| 2     | Pologne            | 1  | 1      | 0      | 2     |
| 3     | Suède              | 1  | 0      | 0      | 1     |
| 3     | Belgique           | 1  | 0      | 0      | 1     |
| 5     | Union soviétique   | 0  | 2      | 0      | 2     |
| 6     | Allemagne de l'Est | 0  | 0      | 1      | 1     |
| 6     | Suisse             | 0  | 0      | 1      | 1     |
| 6     | Pays-Bas           | 0  | 0      | 1      | 1     |
| Total | Total              | 4  | 4      | 4      | 12    |